# Dzięcioł płowogrzbiety
Dzięcioł płowogrzbiety (Campephilus leucopogon) – gatunek średniej wielkości ptaka z rodziny dzięciołowatych (Picidae), występujący w środkowej części Ameryki Południowej. Jest gatunkiem typowym dla Gran Chaco. W Czerwonej księdze gatunków zagrożonych IUCN klasyfikowany jest jako gatunek najmniejszej troski (LC, Least Concern).

## Systematyka
Pierwszego naukowego opisu gatunku – na podstawie holotypu pochodzącego z Brazylii – dokonał francuski przyrodnik Achille Valenciennes w 1826 roku, nadając mu nazwę Picus leucopogon. Nie wyróżnia się podgatunków. Ptaki z południowo-zachodniej części zasięgu proponowano wydzielić jako podgatunek major w oparciu o rzekomo większy rozmiar, ale osobniki o podobnym rozmiarze stwierdzane są też w pozostałej części zasięgu.

## Morfologia
Średniej wielkości dzięcioł o dłutowatym, długim, silnym, szerokim u nasady, prostym dziobie koloru kości słoniowej. Tęczówki jasnożółte, wokół oka naga, czarna skóra. Głowa jaskrawoczerwona. Szyja u samców jaskrawoczerwona, u samic czarna. Pióra głowy tworzą czub. Samce mają charakterystyczną, niewielką, owalną plamkę uszną, od góry czarną, od dołu białawą. Samice mają czarne czoło i szczyt głowy oraz szeroki, blady pasek, zwężający się od podstawy dzioba do połowy policzka, z wąską czarną obwódką. Górna część tułowia od białawej poprzez jasnopłową do jasnocynamonowej. Spód ciała czarny. Skrzydła czarne, z rdzawymi plamami na wewnętrznych stronach lotek. Ogon raczej krótki, czarny. Nogi szare. Długość ciała 28–30 cm, masa ciała 203–281 g.

## Zasięg występowania
Dzięcioł płowogrzbiety występuje na terenach w dużej mierze pokrywających się z obszarem Gran Chaco do wysokości 2500 m n.p.m. Spotykany jest od północno-środkowej Boliwii oraz środkowego i zachodniego Paragwaju po północny Urugwaj, północno-środkową Argentynę (m.in. w prowincjach Corrientes, Entre Ríos, La Rioja, Córdoba) oraz zachodnią część stanu Rio Grande do Sul w skrajnie południowej Brazylii.

## Ekologia
Jego głównym habitatem są suche zadrzewienia, sawanny, pastwiska z zagajnikami i lasy. Żywi się głównie larwami chrząszczy. Żeruje na pniach wysokich drzew, w tym izolowanych drzew na obszarach otwartych, zlatuje też na przewrócone pnie. Poza sezonem lęgowym żeruje głównie samotnie.

### Rozmnażanie
Informacje na temat rozmnażania dzięcioła płowogrzbietego są bardzo skąpe. Okres lęgowy głównie we wrześniu, ale także od października do listopada. Gniazduje w dziuplach w pniach dużych drzew lub palm na wysokości 6–8 m. Oboje rodzice zajmują się karmieniem młodych.

## Status i ochrona
W Czerwonej księdze gatunków zagrożonych IUCN dzięcioł płowogrzbiety jest klasyfikowany jako gatunek najmniejszej troski (LC, Least Concern) od 2004 roku. Liczebność populacji nie została oszacowana, ale gatunek ten opisywany jest jako rzadki. Zasięg jego występowania według szacunków organizacji BirdLife International obejmuje około 1,75 mln km². Ze względu na brak dowodów na spadki liczebności bądź istotne zagrożenia dla gatunku BirdLife International uznaje trend liczebności populacji za stabilny. Organizacja ta wymienia 23 ostoje ptaków IBA, w których ten gatunek występuje: 13 w Paragwaju (m.in. Park Narodowy Defensores del Chaco, Park Narodowy Teniente Agripino Enciso, Park Narodowy Médanos del Chaco, Park Narodowy Tinfunqué), 6 w Boliwii (w tym Park Narodowy Kaa-Iya), 2 w Brazylii i 2 w Argentynie.